# آناستازیا (خواننده)
آناستازیا لین نیوکرک (به انگلیسی: Anastacia Lyn Newkirk) (زاده ۱۷ سپتامبر ۱۹۶۸ در شیکاگو) که با نام آناستازیا شناخته می‌شود، خواننده و ترانه‌سرای آمریکایی است. موسیقی وی در اروپا، استرالیا، نیوزلند، آسیا، آفریقای جنوبی و آمریکای جنوبی بسیار موفق بوده‌است. تا سال ۲۰۰۵، ۲۰ میلیون کپی از آثار وی به فروش رسیده است.

## زندگی و فعالیت‌ها

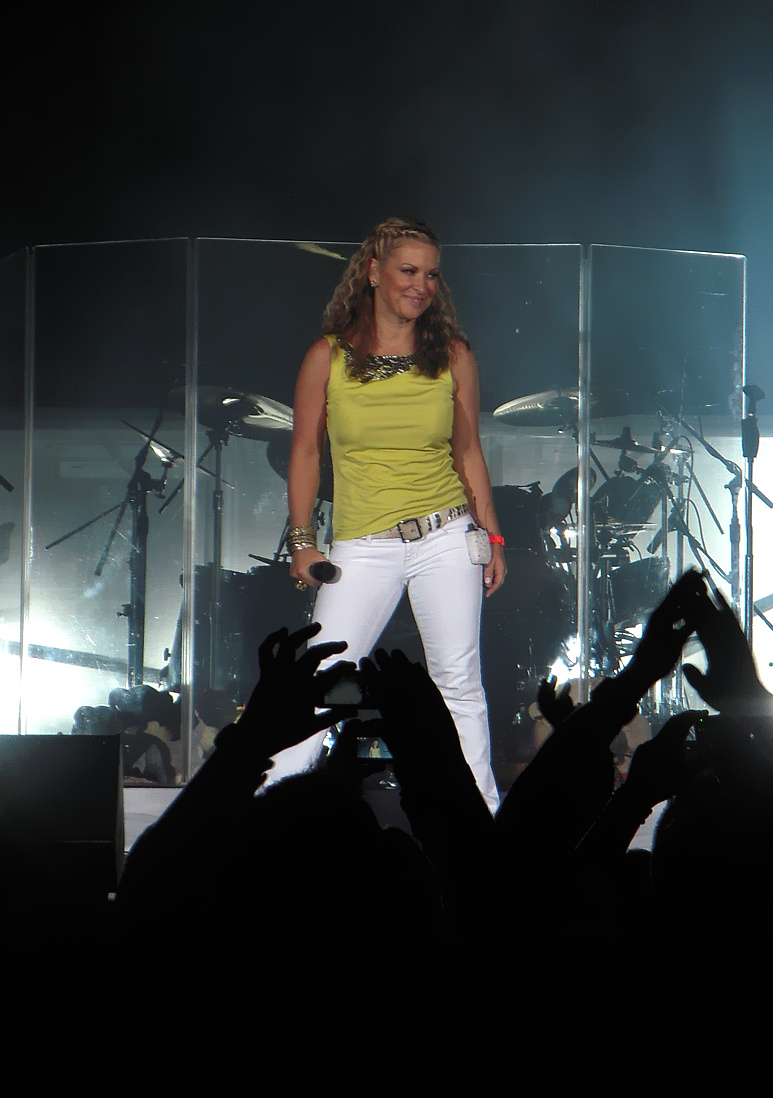
اجرای زنده آناستازیا در تور آلبوم چرخش سنگین. سپتامبر ۲۰۰۹

وی در ۱۷ سپتامبر ۱۹۶۸ در شیکاگو، ایالت ایلینوی به دنیا آمد. پدرش خواننده کلاب و مادرش هنرپیشه بود. هنگامی که او نوجوان بود خانواده‌اش به شهر نیویورک نقل مکان کردند. او فعالیت هنری خود را از سال ۱۹۸۳ به عنوان رقصنده آغاز کرد و از سال ۱۹۹۰ وی فعالیت خود در زمینه موسیقی را به عنوان خواننده پس زمینه آغاز کرد و سرانجام در سال ۲۰۰۰ اولین آلبوم استودیویی خود را با نام نه آن طور ارائه داد که مورد تحسین التون جان و مایکل جکسون قرار گرفت و وی توانست جایزه «پرفروشترین هنرمند جدید پاپ زن جهان» را در سال ۲۰۰۱ از آن خود کند.
آناستازیا در زندگی خود با مشکلات جسمی متعددی روبرو شده‌است. در سن ۱۳ سالگی به بیماری کرون مبتلا شد. در سن ۳۴ سالگی سرطان پستان و در سن ۳۹ سالگی بیماری تپش قلب در وی تشخیص داده شد.

## آلبوم‌ها

### آلبوم‌های استودیویی
- (۲۰۰۰) Not That Kind
- (۲۰۰۱) Freak Of Nat

ure
- (۲۰۰۴) Anastacia
- (۲۰۰۸) Heavy Rotation
- (۲۰۱۲) It's a Man's World
- قیامت (۲۰۱۴)

### آلبوم‌های گلچین
- (۲۰۰۲) Greatest Hits
- (۲۰۰۵) Pieces of a Dream: Best Of